# 山内一弘
山内 一弘（やまうち かずひろ、1932年〈昭和7年〉5月1日 - 2009年〈平成21年〉2月2日）は、愛知県一宮市奥町出身のプロ野球選手（外野手、右投右打）・コーチ・監督、野球解説者・評論家。旧名「山内 和弘」（読みは同じ）。
現役選手時代は「打撃の職人」「シュート打ちの名人」「オールスター男」「ミスターオリオンズ」と呼ばれた。また、指導者としてはその熱心な指導ぶりから「かっぱえびせん」の異名を取った。

## 概要
1952年にパシフィック・リーグ（パ・リーグ）の毎日オリオンズに入団し、毎日および毎日大映オリオンズ（大毎オリオンズ）で「ミサイル打線」の主軸打者として活躍。後にセントラル・リーグ（セ・リーグ）の阪神タイガース・広島東洋カープでもプレーし、通算19年間の現役生活で打点王4回・首位打者1回・本塁打王2回を獲得。通算2271安打・396本塁打・1286打点を記録した。
引退後はロッテオリオンズ（毎日・大毎の後身）や中日ドラゴンズで監督を務め、2002年に野球殿堂入りした。日本プロ野球 (NPB) 史上初の通算300本塁打達成者であり、川上哲治に次ぐNPB史上2人目の通算2000安打達成者（昭和生まれでは初）である。

## 経歴

### 幼少期
1932年5月1日、愛知県一宮市奥町で、父・賢市と母・ますの次男として誕生した。1939年4月に奥国民学校（現：一宮市立奥小学校）に入学。小学校2年生のころ、自宅の近くにあった小学校の校庭で町内の大人たちが野球をしており、そこでボール拾いをしながらキャッチボールを教えてもらったりボールを打たせてもらったりしたことが、野球を知ったきっかけであった。

### 起工業学校時代
1945年4月、旧制中学の起工業学校（後の愛知県立起工業高等学校、現：愛知県立一宮起工科高等学校）に入学し、野球部に入部する。高校時代は投手および内野手で、1年生のころには元プロ野球選手の玉腰忠義（一宮市出身）から、その後は早稲田大学で活躍した同郷の先輩・長野からそれぞれ指導を受け、「腕ではなく腰で打つ」打撃フォームを教え込まれた。高校時代には飛距離120 - 130 mの特大本塁打を打ったとされる逸話が残っている。また、犬山高校との試合で大飛球を打ったものの、その打球を当時犬山高の野球部に外野手として所属していた森山周一郎（後に俳優・声優として活躍）に捕球されたことがあった。
起工業3年生の時には長野の指導により、レギュラーに定着して4番打者になった。同年の全国中等学校野球大会愛知県地方大会では急遽リリーフを命じられ登板したが、最終的には敗退した。このころは後に中京商業高校や中京大学で監督を務めた瀧正男の指導を受けていた。当時、瀧は投手だった山内について「速球よりカーブに見るべきものがあった」と評していたが、それ以上に豪快さと器用さを兼ね備えた打撃センスや、大柄な体格・リストの強さに一目置いていた。山内は瀧を恩師として慕い、1950年春の愛知県大会の直前に肺結核で倒れた瀧の許へ見舞いに訪れ、後に毎日から阪神へのトレードが決まった際には、発表・報道される前日（1963年12月19日）に瀧へ報告している。
一方で当時、山内の実家は貧しく、修学旅行で東京へ行った時にはクラスで自分だけが革靴を履いていなかったことから、「高い給料が欲しい」とプロ野球選手を志すようになった。地元・愛知に本拠地を置く中日ドラゴンズに憧れており、「できたら中日のユニフォームを着たい」と考えていた。

#### 幻の中日入団
高校2年生だった1949年10月、中日の入団テストを受験する。この時は投手としてテストを受験し、無名選手ながら1次テストには合格したが、二次テストで不合格になった。しかし、これがきっかけで野球への自信を深め、後の川島紡績入社につながる。
また、1950年11月には瀧正男が山内からの「プロ野球に進みたいので、どこかに話をしてほしい」という申し出を受けて中日球団を訪れ、当時球団幹部だった平岩治郎（後の球団代表）に対し、山内に中日の入団テストを受験させるよう申し入れた。しかし、平岩から「山内はスカウトの候補者リストに入っておらず、昨年の入団テストを受験したが不合格だった」と断られた。
なお、近藤唯之は「昭和26年（1951年）のある日、山内は『（できれば中日で）プロ野球選手になりたい』と名古屋市にあった中日球団事務所を訪れたが、応対した球団代表・高田一夫から『人間、何でも修業だよ。君が真剣に修業していれば、いつの日かきっと中日の方から迎えにいくからな』と諭され、門前払いされた」という旨を述べている。

### 川島紡績時代
高校3年生の時には先述のように中日へ入団しようとしただけでなく、四日市東洋紡（三重県）野球部の入部テストを投手として受験したが、この時も不合格に終わった。結局、瀧はプロ入りできなかった山内に対し、軟式野球の強豪だった社会人野球チームの川島紡績（岐阜県岐阜市 / 現：カワボウ）を紹介。川島紡績は翌春に硬式野球部を創設することが決まっていたが、瀧は「名門チームでは年功序列などもあって埋没する心配もある。新生チームならば、自由な雰囲気があって（山内が）力を発揮しやすい」と考え、同社を紹介した。山内もこの提案を受け入れ、当時の監督・森弘太郎の計らいで入団テストを受け合格した。
1951年4月に川島紡績に入社。「投手に向いていない」と感じたため、外野手（左翼手）に転向する。打撃面では荒削りながら大飛球を飛ばし、森から注目を受ける。
1951年春、大須球場（愛知県名古屋市）で開かれた試合にて3番打者が捻挫で欠場したため、急遽左翼手で先発出場。ノンプロでのデビュー戦となったこの試合で4打数3安打（2本塁打）を記録し、その後も森から厳しい指導を受けて打撃・守備面ともに成長を果たす。川島紡績は同年8月の都市対抗に出場。大会では2回戦に進むが日鉄二瀬に敗退。この大会時、球審を務めていた井野川利春（後の東急フライヤーズ監督）からプロ野球に誘われる。
1951年11月、パシフィック・リーグ（パ・リーグ）の毎日オリオンズに入団。テスト生としての入団だった。背番号は8で、阪神時代・広島時代も一貫して着用し続けた。また、プロでは20年間にわたり左翼手で守備に就き続けた。

### プロ野球選手時代

#### 毎日・大毎時代
プロ1年目の1952年、チームの先輩である別当薫の打撃フォームを参考にして熱心に打撃練習に取り組む。やがてその熱心さと素質を見抜いた若林忠志二軍監督は山内を積極的に二軍戦で起用し、6月には一軍戦で初出場を果たす。同シーズンは44試合出場ながら、打率.336の成績を残した。
プロ2年目の1953年にはレギュラー定着を期待されながら長期にわたり病気療養したが、シーズン中盤から3番打者に定着し53試合に先発出場。3年目の1954年にバットをプロ入り当時の35インチ・約940 gの重いルイビルスラッガー社製バットから、34.5インチ、910 - 930 gの短く軽いものに変えた。同年にはクリーンアップに定着して不動のレギュラーを確保し、公式戦にフル出場。打率.308（パ・リーグ4位）、28本塁打（中西太に次ぐ2位）を記録。打点ではラリー・レインズ（阪急ブレーブス・96打点）を制し、97打点を挙げて打点王のタイトルを獲得。当時のパ・リーグ記録となる80四球を選んだ。
翌1955年も打率.325・26本塁打（いずれも中西に次ぐリーグ2位）と活躍し、99打点の成績を残して2年連続の打点王に輝く。
1956年は打率.304・25本塁打・72打点の成績を残す。同年はシーズン47二塁打を記録し、この記録は1998年にフィル・クラーク（近鉄バファローズ）が更新するまで日本プロ野球 (NPB) 記録だった。また、76長打は当時のパ・リーグ記録。
「毎日オリオンズ」としての最終年となった1957年には打率.331の好成績で首位打者を獲得。野村克也（南海ホークス・30本塁打）におよばず本塁打王は逃したが、29本塁打を放っている。同年11月28日、毎日球団は大映ユニオンズと合併して「毎日大映オリオンズ」（大毎オリオンズ）となった。「大毎オリオンズ」元年の1958年はパラチフスにより長期の戦線離脱を余儀なくされ、規定打席にも到達できなかった。
1959年1月30日に結婚。同年は前年の汚名返上に向け、オールスターゲーム第1戦でMVPを獲得し、シーズン途中まで三冠王を狙えるほどの活躍をしていたが、8月27日の対近鉄バファロー戦でグレン・ミケンズから顔面に死球を受けて担架で退場。これにより三冠王の夢は絶たれ、チームも首位から転落した。しかしシーズン後半に復帰し、杉山光平（南海）と首位打者争いを繰り広げ、死球への恐怖も克服した。10月20日に開かれた対南海最終戦（ダブルヘッダー）を迎えたが、2試合で6連続四球を与えられた。最終的な打率は山内が.320（リーグ2位）、杉山は.323（リーグ首位打者）で、山内は安打2本差で首位打者を逃した。しかし、同年は25本塁打を記録して初の本塁打王を獲得。また同年8月16日の対東映フライヤーズ戦では、土橋正幸から通算150号本塁打となる逆転サヨナラ満塁本塁打を放っている。
「闘将」西本幸雄が大毎の新監督に就任した1960年、山内は田宮謙次郎・榎本喜八・葛城隆雄らとともに「大毎ミサイル打線」の中軸を担った。同年は打率.313、32本塁打・103打点の好成績を残し、本塁打王（2年連続・2回目）と打点王（3回目）を獲得して打撃二冠に輝いた。また同年の大毎はパ・リーグ優勝を果たし、山内はMVPを受賞。チームは6月5日の近鉄戦で勝った後、6月29日の近鉄戦までの18試合を92得点、44失点という成績で乗り切り、1954年の南海に並ぶ日本タイ記録となる18連勝を達成している。しかし、同年の大洋ホエールズとの日本シリーズでは「三原魔術」と言われた大洋・三原脩監督の采配の前に、すべて1点差で4連敗を喫した。
翌1961年も打率.311、25本塁打・112打点の成績を残し、2年連続で打点王（4回目）を獲得した。同年の112打点は当時のパ・リーグ記録。同年オフ、ファンから「『和弘』の“和”の字はまるいという表現があり、ぐるぐる回り道をしたり曲がった道を進むようだから変えたほうが良い。“和”の字を音が同じ“一”にすれば一から数が無限に続くので、選手としても良いし将来コーチや監督にもなれるのではないか」とアドバイスを受け、1962年のシーズン途中（30歳の誕生日となった5月1日）に「和弘」から「一弘」に改名。同年はブルーム（近鉄バファローズ・打率.374）に次ぐパ・リーグ2位の打率.334を記録した。

#### 阪神時代
1963年シーズンオフに、10年選手制度での特権を利用して読売ジャイアンツへの移籍に動いたが頓挫した。直後に「世紀の大トレード」と言われた小山正明との交換トレードが成立し、阪神タイガースに移籍。このトレードは、当時の大毎オーナー・永田雅一が大毎球団を「ミサイル打線」のチームから投手を中心とした守りの野球に転換しようとしていたことに加え、貧打に悩んでいた阪神が村山実とともに「2枚看板」とされつつも、不満分子として扱われていた小山を放出してでも山内を獲得しようと考え、好投手を求めていた大毎と思惑が一致したことにより実現したものだった。
移籍後1年目の1964年5月2日、対読売ジャイアンツ（巨人）6回戦（後楽園球場）で宮田征典投手から通算266号本塁打を放ち、青田昇が有していた当時のNPB記録（通算265本塁打）を更新した。同年は開幕当初こそ不振に苦しみ、一時は大毎時代の1960年から苦しんでいた乱視を矯正するための眼鏡をかけて試合に臨んでいたが、同僚の三宅秀史から「今まで眼鏡無しでやってきたのだから、今更（眼鏡を）掛けることはない」とアドバイスされた。そして4月16日の対国鉄スワローズ6回戦（阪神甲子園球場）にて眼鏡を外して打席に立ち、開幕から20試合目にして初本塁打を放つ。同年は全試合に出場し、打率は.257に終わったが、31本塁打・94打点の活躍で阪神をリーグ優勝に導いた。南海との日本シリーズでも全7試合に3番打者として出場。第4戦（大阪球場）で杉浦忠から2本塁打を放つ。チームは最終的に3勝4敗で敗退したが、シリーズの首位打者および打撃賞・敢闘賞を獲得した。
1965年7月4日に対巨人13回戦（後楽園球場）で城之内邦雄投手からシーズン7号本塁打となる先頭打者本塁打を打ち、NPB史上初の通算300本塁打を達成、1967年10月14日の対サンケイスワローズ25回戦（東京スタジアム）では、8回に吉江喜一から通算2000本目の安打を打ち、NPBでは川上哲治に次ぐ史上2人目（昭和生まれでは史上初）の通算2000安打を達成した。
眼が悪かったため、ナイターの多かった阪神時代の4年間はシーズン最高打率が.261と振るわなかったが、その野球に取り組む姿勢は次世代の選手に多大なる影響を与えた。

#### 広島時代
1967年オフ（12月29日）、広島東洋カープの新監督に就任した根本陸夫に請われ、無償で阪神から広島に移籍。打者としての実力はもちろん、卓越した打撃理論と徹底したプロ意識が、若手の手本になり得る選手というのも獲得された理由だった。
広島に移籍した1968年は全試合に出場し、王貞治・長嶋茂雄（ともに巨人）に次ぐセ・リーグ3位の打率.313を記録。打率3割突破はセ・リーグ移籍後初（6年ぶり）で、同年の広島は球団創設19年目で初のAクラス（セ・リーグ3位）入りを果たし、自身も通算10回目（現役時代最後）となるベストナインを受賞。
1969年4月12日には中日との開幕戦でサヨナラ本塁打を打って健在ぶりをアピール。同年は打撃は好調であったが、シーズン終盤には故障がちになり欠場が多かった。
1970年には持病が再発し、10月8日に同年限りでの現役引退を表明。同月13日の最終戦（対ヤクルトアトムズ戦）が「山内デー」として引退記念試合となった。そして、同月25日の対阪神タイガース戦（最終戦）がプロ最終出場となった。通算本塁打数は396本で、通算400本塁打まであと4本と迫っていた。山内の背番号8は、後の1975年にセ・リーグ初優勝を果たした広島で中心選手として活躍した山本浩司（浩二）に受け継がれた。
また山内の野球に取り組む姿勢は山本や、彼とともに広島の初優勝に貢献した衣笠祥雄に大きな影響を与えた。山本は「山内さんにはもちろんシュート打ちの極意は教わったけど、難しすぎてよく分からなかった。ああ、ヤマさんが言ってたのはこれかと気づくのは何年か後のことよ。」と述べている。

### 現役引退後
引退後は1979年から1981年まで古巣のロッテオリオンズ（毎日・大毎の後身）で、1984年から1986年までは少年時代から憧れていた地元の中日ドラゴンズでそれぞれ監督を務めた。また巨人の打撃コーチ（1971年から1973年まで二軍、1974年一軍および1987年から1989年まで一軍）、阪神打撃コーチ（1975年 - 1977年および1995年）、オリックス・ブルーウェーブのヘッドコーチ（1991年 - 1993年）、野球評論家を歴任した。また、1994年には約6か月間にわたり、当時の野球フランス代表監督・吉田義男から招聘されて同代表の臨時打撃コーチを務めた。
1994年5月には個人事務所「エイトヤマウチ」（現在の株式会社エイトONE）を設立し、同社の代表取締役社長に就任した。またプロ野球マスターズリーグ（2001年に開幕）では「札幌アンビシャス」の初代監督を務めた（任期は2001年 - 2002年シーズンおよび2002年 - 2003年シーズンの2期）。
2001年に日本学生野球協会がプロ経験者の大学野球部臨時コーチ、高卒または高卒社会人でプロ入りした者に関しても年3回・1回3週間限定で解禁された事にともない創価大学臨時コーチを同年から2年間務め小谷野栄一を3年・4年と特訓した。
2002年に野球殿堂入りを果たした。2007年3月24日、千葉マリンスタジアムで開催された古巣ロッテの開幕戦（対日本ハム）で始球式を行ったが、表舞台に出たのはこれが最後となった。
2009年（平成21年）2月2日19時26分、肝不全のため東京都内の病院で死去した（76歳没）。

## プレースタイル

### 打撃
苦手な投手のタイプが少なく、内外角のボールを左右へ巧みに打ち分けるバットコントロールの持ち主で、「シュート打ちの名人」と言われる職人的な打撃技術を持っていた。特に内角球に対して肘を折り畳んで振り出す独特の打法は、稲尾和久や野村克也から絶賛されている。野村は現役時代には、捕手守備時のマスク越しやオールスター戦のネクストバッターズサークルにいる時などに、山内の打席を穴があくほど観察し、そのフォームや内角捌きを参考・手本にして、自身の三冠王の獲得にも繋がったと語っている。かつて、田淵幸一に教えを乞われたときには「なあ、田淵、インコースはなあ、腰を回しながら右手で押すんや」と指導したこともある。
同じリーグで同じ右のスラッガーであった中西太とは、互いに認め合うライバル関係であった。2人は当時の球界を代表する強打者であり、かつ打撃のスタイルが全く異なっていたことから、同世代・次世代の右打者たちの間で「中西流」「山内流」という言葉が生まれ、参考にされる存在であった。野村克也は「最初は中西のパワーと豪快な本塁打に憧れ『中西流』を真似したが合わず、業師で知られた山内の無駄な力を一切入れずに距離を測ってスタンドに入れるような『山内流』の技を試したところ、しっくりきた」と述べている。
阪神の捕手を務めていた辻恭彦は、広島時代の山内と対戦した際のことについて、「広島市民球場の試合中、打席で『ダンプ（辻の愛称）、ホームランというのは、そんなに飛ばさんでいいんだよ。これからいいホームラン打つから見とけ』と言って、柿本実さんのシュートをレフトのポールの網のところに当てたことがあります。ほんと一番最短距離です。それでホームに戻ってきたとき、『どうだ、ダンプ。あれがホームランだぞ』って言っていました」と振り返っている。
会田豊彦（中日OBおよび元東京新聞編集委員）は、山内について「1960年に中日球場（現：ナゴヤ球場）で開かれたオープン戦で、初めて山内のフリー打撃を見た際、彼は力み・淀みのないスイングから柵越を連発していた。投球を睨みつけたり、闘う目で見たりするのではなく、柔らかい目線でボールを待っていた」と述べている。
オールスターゲームでは毎年のように快打を放ち、「オールスター男」「賞金泥棒」「大泥棒」などと呼ばれた。オールスターには16回出場してMVPを3回受賞し、通算でも38試合出場・105打数33安打（打率.314）と好成績を残している。またオールスターファン投票においては、両リーグ通じての最多得票を通算6回記録している（1956年、1957年、1959年 - 1962年）。これはパ・リーグの選手としてはイチローの6回（1995年 - 2000年）と並ぶ歴代最多であり、セ・リーグの選手を含めた歴代でも王貞治の7回（1963年 - 1965年、1976年、1978年 - 1980年）に次ぐ。
打低投高の時代で長年にわたって好成績を残し続け、セイバーメトリクスにおける通算RCWIN傑出度、RC27傑出度では歴代4位、同様のXRなどの得点算出能力傑出度の通算指標においても5位以内を記録している歴代屈指の強打者である。1955年の日米野球では、全日本チームのメンバーとして8試合に出場して打率.379、2本塁打の好成績を残し、ニューヨーク・ヤンキース監督のケーシー・ステンゲルから「（山内の打撃は）メジャーリーグ (MLB) でも通用する」と称賛された。
二塁打を得意とし、通算二塁打記録（448本）は福本豊に破られるまで日本記録で、2020年現在もNPB歴代3位（右打者では歴代1位）の記録である。また1956年に記録したシーズン47二塁打も、その後1998年にフィル・クラーク（近鉄バファローズ）が更新するまで40年以上にわたりNPB記録だった。
また、1952年のフランチャイズ制施行以降ではNPB史上最多となる39球場で本塁打を打った記録を有している（それ以前に入団した選手も含めると、最多は小鶴誠の48球場）。
宇佐美徹也は著書『プロ野球記録大鑑〈昭和11年‐平成4年〉』（講談社、1993年）において、死球の少ない打者として、中暁生・近藤昭仁とともに山内の名を挙げ、前記のミケンズから受けた死球の際に「当てられる方がヘタなのさ」とコメントした逸話を紹介している。

### 守備
プロ入りから引退まで20年間にわたり左翼手を務め、たまに右翼手を守ることもあった。1962年はシーズンを通して中堅手を守り、レンジファクター系の指標でリーグ1位の中堅守備得点を記録。正確な送球にも定評があり、外野手最多通算補殺（175補殺）の日本記録を保持している。

## 指導者として
一度教え出すと徹底的に指導することから、「かっぱえびせん」の異名を取った。時には、自軍から見て敵である相手チームの選手にも熱心に指導することもあった。山内の下でプレーした水上善雄によると、良いと思えばコーチの意見をよく聞き入れ、推薦された選手の一挙手一投足を見ていた、変なプライドを持たず、よく目配りする監督だったという。時には選手の意見も聞き入れることもあり、代打を出そうとして張本勲（当時ロッテに在籍）から「ここで代打使っちゃダメ！」と止められ、交代を思い留まったことがあり、1980年には落合博満を早く一軍に上げるようにとの張本の進言を受け入れたこともある。その落合に対しては、打法を改造させようとしていたが、山内の理論を消化できない落合から「自分の思い通りにやって打てなかったらクビで結構ですから、俺のことは放っておいてください」と言われ、その通りにさせたという。

### 監督として
1979年 - 1981年は古巣のロッテオリオンズ（毎日・大毎の後身）で監督を務めた。ロッテ監督時代の1980年前期は5月下旬に首位に立ちそのまま優勝。後期は3位と健闘したがプレーオフで近鉄バファローズに敗れた。打線は強力で、2人で74発、206打点のレロン・リー、レオン・リー兄弟、復調した有藤道世、そして巨人から移籍してきた張本勲。張本は5月28日の阪急戦（川崎球場）で通算3000安打の大記録を達成している。投では17勝を挙げた仁科時成を中心に、11勝の水谷則博やリーグ最多の18セーブを挙げた倉持明が奮闘した。1981年前期は開幕から11連勝の村田兆治を中心にスタートダッシュに成功し、優勝を果たす。後期は最後まで優勝争いに絡んだ末の3位だったが、シーズン中の対戦成績16勝7敗3分の日本ハムファイターズにプレーオフで敗れた。打では張本がこの年限りで引退、落合博満が打率.326で初の首位打者を獲得、レロン、レオン兄弟はいずれも3割超えと好調を維持、庄司智久が一番打者として打率.293。投は村田が19勝、仁科13勝、水谷12勝ながら、チーム防御率4.16で投打かみ合わず。球団は山内の手腕を評価して留任を決めていたが、山内はコーチの待遇の悪さや、本拠地の川崎球場の設備の劣悪さなどを本腰で改善しようとしなかった球団に不信感を抱き、1981年限りでロッテ監督を辞任した。
中日監督1年目の1984年は、前年のチーム打率がセ・リーグ最下位と低迷していた中日打線を「恐竜打線」と呼ばれるまでに再建し、チーム打率はセ・リーグ1位（.282）を記録した。また、谷沢健一（34本塁打）、ケン・モッカ（31本塁打）、大島康徳（30本塁打）、宇野勝（37本塁打で本塁打王）の打者4人がシーズン30本塁打以上を記録した。同年は開幕当初こそ不振だったが、4月20日からの対巨人戦で3連勝したことで勢いをつけ、5月中旬には6連勝、6月下旬には7連勝を記録して首位・広島に詰め寄った。また「巨人にだけは負けるな」を合言葉に、対巨人戦14連勝を記録していたが、シーズン後半戦突入直後にその連勝が止まってからチームも失速し、8月20日には一時的に立っていた首位から陥落する。8月25日からの広島との直接対決3連戦で勝ち越して首位になったが、9月に入ると再び負け越した。残り10試合を切った9月末には、首位を走る広島と0.5ゲーム差の状態で広島市民球場での天王山を迎えた。連勝すれば逆転優勝もありえた同試合前、山内は相手チームである広島の1番打者であった高橋慶彦に打撃指導し、高橋はその試合で2本塁打を放った。試合は広島がサヨナラ勝ちし、この負けが響いて中日は2位に終わった。相手選手の高橋に打撃のアドバイスをした山内は、新聞などの各メディアで叩かれたという。山内本人はこれについて、「同じ野球人、悩んでいたら助けてやらにゃいかんやろ」と語っている。結局、同年の中日は対広島戦で8勝15敗3引き分けと負け越した。
中日監督2年目の1985年1月24日には、当時中日のスター選手だった田尾安志を杉本正・大石友好との交換トレードで西武ライオンズに放出したが、このトレードにより『中日新聞』（中日球団の親会社である中日新聞社が発行）の不買運動が起こった。同年は開幕から不振の打線を投手陣の踏ん張りによりカバーする戦いで首位争いを繰り広げ、5月15日に首位に返り咲いた。このころには山内自身も「これで打線が活発になればいうことない」と自負していたが、主力投手の都裕次郎や捕手の中尾孝義、主力打者の大島・谷沢と故障による戦線離脱者が相次ぎ、最終的にはリーグ5位に低迷。3年目（1986年）も4月16日から7連敗を喫して下位に低迷。更に不可解な采配（選手のバイオリズムを重視するなど）が目立ってチームは混乱し、一部選手との軋轢も生じ、同年シーズン途中（7月5日）には25勝35敗5引き分けという不振の責任を取って休養した。

### コーチとして
打撃コーチとしてはインパクトでの手首の返しに確固たる理論を持ち、リストワークを徹底的に叩き込むことで所属球団の打線を強化した。巨人コーチ時代には『報知新聞』付録のプロ野球名鑑プロフィールの「趣味」欄に「コーチ」と書かれていた。
掛布雅之・水谷実雄・高橋慶彦・高沢秀昭・田淵幸一・真弓明信・原辰徳といった選手たちを指導（キャンプでの臨時コーチのみの接点を含む）し、その打撃理論で数々の名打者を育てた。また、阪神の助っ人選手として活躍したハル・ブリーデンやマイク・ラインバックなどには、「阪神が弱くなったのは山内コーチを辞めさせたせいだ」とまで絶賛されている。特に阪神入団当初に「タイガース史上最低の外国人選手」のレッテルを張られたラインバックは、熱心に自分の面倒を見てくれた山内に強く感謝していた。
ロッテ監督就任後の1978年度のドラフト会議では落合博満を3位指名した。入団後には落合に対し「グリップを前に出せばいい」などと指導したが、当時の落合は山内に反発し、「俺のことはほっといてください」と言い放っている。その後、落合は「自分のやり方でやってみよう」と考えて自らスイングを確立し、1982年に三冠王を獲得したが、その祝賀パーティの席で山内は「やはりお前はいい打者だったが、三冠王になるとまでは想像できなかった」と話した。落合本人は、後に「当時は山内監督の高度な打撃理論が理解できなかった」と語るなど、あくまで当時の山内の指導が自分に合わなかっただけであることを認めており、山内の人柄・打撃理論、また指導してくれたことなどに関して、自著『コーチング 言葉と信念の魔術』で感謝の意を述べているほか、「実際にその後に出来上がった神主打法を改めて見てみたところ、山内さんから教わったものが自分のバッティングにも生きていることが分かった」と述べている。その上で、後に西村徳文が台頭してきたところ、落合は「新人時代の自分よりも、山内さんの指導を理解できる土台がある」と考え、西村とともに山内宅を訪れて打撃指導を乞い、後に西村は山内の指導により首位打者を獲得するまでに成長した。落合は山内から伝授された打撃練習法を現役晩年まで実践していた。また、落合は現役時代7人の監督の下でプレーしたが、その中で「野球」を教わったのは山内と稲尾和久だけであると語っている。
打撃理論が非常に高度であるという点は高橋慶彦も同意見で、過去を振り返った際に「『ボールには打つところが5ヶ所ある。内側、外側、上、下、真ん中だ』と言われたが、そんな話は初めて」「打撃練習についても『試合のための練習をしろ。ケージから前に飛ばんでええんや』と言われた」などといったエピソードを披露し、「駆け出しの頃だったら高度すぎてわからなかったと思う」と語っている。
川又米利は中日監督時代の山内から“バケツ指導”を受け、満々と水をたたえたバケツを振って、水をまく練習をさせられた。川又は「体重移動のタイミングとか、バットの始動とかの練習だったようだけど、最初は驚いた」というが、その成果もあり、1985年に7年目で初めて規定打席に到達し、「私にとっては大恩人。プロで19年できたのも、山内さんが使ってくれたから。」と山内に感謝している。彦野利勝には内角打ちの極意を伝授した。彦野は「現役時代、内角打ちを徹底的に指導された。特に右ひじ、左ひじの抜き方なんて、それまで教えてもらったことがなかったから今も印象に残っているし、財産になった」と語り、プロ初出場、初安打、初本塁打に初打点とすべてが山内が指揮を執っていた1985年だった。大島康徳は「性格的に穏やかな方でしたし別に衝突したわけじゃないですがバッティングの理論が正直難しかった。僕はこの性格何で言われた事は真面目にやりましたけどずっと頭に「？」マークが浮かんでいました。山内さんは素晴らしい指導者だと思いますし、僕もなるほどと思うことはたくさんありました。広島にいた高橋慶彦や中日では上川誠二、中尾孝義は山内さんの指導で急成長しました。ただちょっとだけ例えが難しかったのとあとは全員は無理ですよね。」と述べている。
若い頃の上田利治の指導者としての能力を高く買い、根本監督との意見の対立から広島を退団して解説者となっていた上田を、毎日時代の先輩である阪急の西本幸雄監督に推薦した（本来は山内が招聘されたが、すでに巨人コーチへの就任が決まっていたため、代わりの人材として挙げた）ことでも知られる。
1987年、巨人に打撃コーチとして復活する。補佐役に松原誠。同年の巨人打線は篠塚利夫（首位打者獲得、打率333）、原辰徳、クロマティ、吉村禎章、中畑清の5人が打率3割を記録した。中畑は1986年の秋季練習で山内から肘を畳んで体の回転で内角球をさばく極意を教わり。やってるうちに「これだ」と感じる瞬間があった、中畑は4年ぶりの3割台となる打率.321を記録した。チーム打率はリーグダントツのチーム打率・281を記録し、さらにその後を打つ捕手の山倉和博は20本塁打を放ち、MVPを獲得する活躍を見せた。王貞治監督4年目にして初の優勝に飾った。翌1988年は、6月中旬にクロマティが死球による左手親指骨折で離脱、この穴は当初、呂明賜が17試合10本塁打の大爆発で埋めたが、7月上旬に吉村が左膝じん帯断裂の大ケガを負った。呂も弱点のインコースを徹底的に攻められようになって急ブレーキ、チーム打率は・268まで落とし、中日の独走優勝を許して2位に王監督は退任し、藤田元司監督が復帰し、1989年はリーグ優勝、日本一になった。
1991年 - 1993年はオリックス・ブルーウェーブのヘッドコーチを務め、当時の土井正三監督とともに、入団後間もないイチロー（当時の登録名は本名の「鈴木一朗」）の打撃スタイルを「これでは打てない」と酷評し、「ゴロを打つダウンスイングに矯正せよ」と指導していた。イチローは彼らの指導を聞き入れず、河村健一郎（ブルーウェーブの二軍打撃コーチ）とともに「振り子打法」を考案したが、土井や山内ら一軍首脳はこれにも否定的な見解を示し、打撃フォーム矯正を求めた。しかしイチローや河村は彼らの求めたフォーム矯正を拒否し、土井の後任として仰木彬監督が就任した1994年以降、イチローはNPB最長記録となる7年連続首位打者を記録し、MLBでも歴代23位の通算3,089安打を記録するなど、大打者としての道を歩んでいく結果となった。これにより、土井は「イチローの才能を見出せなかった」という負のイメージを背負うこととなったが、振り子打法を発案した河村は、「イチローを二軍に落とすよう主張したのは、ダウンスイングに打法改造するよう指示した山内であり、土井は球界の大先輩である山内の意見を尊重せざるを得なかったにすぎない」と述べている。イチロー自身も同様の証言をしており、実際にイチローの打法に対してしつこく干渉してきたのは山内だったという。1994年には野球フランス代表の臨時打撃コーチを務めたが、この時にはフランス語を話せなかったため、フランス人選手に身ぶり手ぶりで打撃指導を行っていた。
1995年には阪神の打撃コーチに就任。主に新庄剛志のフォーム改造を手掛けるが、山内の打撃理論を新庄はまったく理解できず、フォーム改造は裏目に出て、成績を落としてしまう。チーム全体も石嶺和彦や八木裕らの深刻な不振で、貧打に苦しむ結果を生んでしまった。翌1996年シーズン途中（5月20日） - 同シーズン終了まではヤクルトスワローズの臨時巡回コーチを務めた。

## 人物
愛称は「山さん」「シュート打ちの名人」「オールスター男」。
打撃に対して非常にストイックで、「打撃の職人」とも呼ばれ、現役時代は飲酒・喫煙をしないなど徹底した体調管理を行っていた。オリオンズ時代はチームメイトの榎本喜八から強く慕われていたほか、自身はオープン戦・オールスターゲームで青田昇・広岡達朗から熱心に打撃指導を乞うたエピソードがある。
中日監督時代の山内の下でプレーした谷沢健一は山内の人物像について「現役時代から打撃談義を強く好み、特にベテランになってからはオールスターでもお構いなく、いつ終わるとも知れぬ調子で、ベンチの隣の選手に打撃についてずっと話しかけていた。そのため他のベテラン選手は、山内の近くには腰を下ろさなかった」と述べている。中西太は「ワシもよく喋るが、ワシよりも喋りだしたら止まらんのが山さんだ」と語っている。
釣りが趣味で、中日監督時代にはシマノの釣竿のラジオCMに出演していた。また、中日監督時代は後楽園球場で試合がある際、自宅（文京区白山）近くで大量の稲荷寿司を買い込んで球場入りし、担当記者に「みんなで食べてくれ」と渡していた。
1960年7月19日に開かれた東映対大毎（駒澤野球場）の試合で、満塁のチャンスで入った打席で三振を喫したが、捕手が投球を後逸し、振り逃げとなるも、相手チームの勘違いからそれが事実上本塁打と同じ結果になった（詳しくは振り逃げの項を参照）。

## 詳細情報

### 年度別打撃成績
| 年 度      | 球 団      | 試 合 | 打 席 | 打 数 | 得 点 | 安 打 | 二 塁 打 | 三 塁 打 | 本 塁 打 | 塁 打 | 打 点 | 盗 塁 | 盗 塁 死 | 犠 打 | 犠 飛 | 四 球 | 敬 遠 | 死 球 | 三 振 | 併 殺 打 | 打 率 | 出 塁 率 | 長 打 率 | O P S |
| ---------- | ---------- | ----- | ----- | ----- | ----- | ----- | -------- | -------- | -------- | ----- | ----- | ----- | -------- | ----- | ----- | ----- | ----- | ----- | ----- | -------- | ----- | -------- | -------- | ----- |
| 1952       | 毎日 大毎  | 44    | 126   | 113   | 16    | 38    | 8        | 0        | 1        | 49    | 13    | 4     | 2        | 1     | --    | 10    | --    | 0     | 11    | 7        | .336  | .390     | .434     | .824  |
| 1953       | 毎日 大毎  | 72    | 247   | 213   | 36    | 52    | 8        | 4        | 7        | 89    | 24    | 9     | 3        | 2     | --    | 31    | --    | 1     | 40    | 4        | .244  | .340     | .418     | .758  |
| 1954       | 毎日 大毎  | 140   | 591   | 504   | 85    | 155   | 21       | 4        | 28       | 268   | 97    | 13    | 4        | 2     | 3     | 80    | --    | 2     | 72    | 14       | .308  | .402     | .532     | .934  |
| 1955       | 毎日 大毎  | 137   | 585   | 492   | 87    | 160   | 31       | 4        | 26       | 277   | 99    | 12    | 5        | 0     | 5     | 81    | 2     | 5     | 60    | 17       | .325  | .422     | .563     | .985  |
| 1956       | 毎日 大毎  | 147   | 601   | 500   | 86    | 152   | 47       | 4        | 25       | 282   | 72    | 16    | 8        | 1     | 4     | 92    | 17    | 4     | 48    | 15       | .304  | .413     | .564     | .977  |
| 1957       | 毎日 大毎  | 126   | 518   | 435   | 85    | 144   | 27       | 6        | 29       | 270   | 81    | 10    | 6        | 0     | 9     | 73    | 8     | 1     | 44    | 13       | .331  | .421     | .621     | 1.042 |
| 1958       | 毎日 大毎  | 76    | 302   | 260   | 33    | 74    | 17       | 1        | 13       | 132   | 43    | 4     | 2        | 0     | 3     | 36    | 4     | 3     | 33    | 5        | .285  | .374     | .508     | .882  |
| 1959       | 毎日 大毎  | 112   | 481   | 425   | 72    | 136   | 32       | 6        | 25       | 255   | 74    | 4     | 4        | 0     | 2     | 51    | 10    | 3     | 31    | 13       | .320  | .395     | .600     | .995  |
| 1960       | 毎日 大毎  | 133   | 559   | 483   | 93    | 151   | 31       | 1        | 32       | 280   | 103   | 5     | 2        | 0     | 5     | 67    | 14    | 2     | 40    | 23       | .313  | .395     | .580     | .975  |
| 1961       | 毎日 大毎  | 140   | 583   | 498   | 87    | 155   | 32       | 6        | 25       | 274   | 112   | 6     | 2        | 0     | 10    | 72    | 13    | 2     | 37    | 7        | .311  | .393     | .550     | .943  |
| 1962       | 毎日 大毎  | 128   | 535   | 470   | 82    | 157   | 38       | 5        | 18       | 259   | 72    | 3     | 2        | 0     | 3     | 61    | 7     | 1     | 33    | 14       | .334  | .409     | .551     | .960  |
| 1963       | 毎日 大毎  | 147   | 587   | 502   | 85    | 142   | 25       | 4        | 33       | 274   | 86    | 2     | 3        | 0     | 8     | 76    | 3     | 0     | 49    | 11       | .283  | .372     | .546     | .918  |
| 1964       | 阪神       | 140   | 587   | 506   | 80    | 130   | 24       | 3        | 31       | 253   | 94    | 10    | 2        | 0     | 7     | 73    | 5     | 0     | 51    | 19       | .257  | .346     | .500     | .846  |
| 1965       | 阪神       | 127   | 515   | 460   | 50    | 120   | 23       | 2        | 20       | 207   | 65    | 5     | 1        | 0     | 9     | 46    | 6     | 0     | 56    | 10       | .261  | .322     | .450     | .772  |
| 1966       | 阪神       | 125   | 495   | 438   | 54    | 112   | 24       | 1        | 18       | 192   | 54    | 1     | 0        | 1     | 4     | 50    | 5     | 2     | 47    | 16       | .256  | .332     | .438     | .770  |
| 1967       | 阪神       | 130   | 531   | 482   | 64    | 125   | 12       | 2        | 18       | 195   | 63    | 5     | 3        | 0     | 5     | 42    | 1     | 2     | 42    | 11       | .259  | .318     | .405     | .723  |
| 1968       | 広島       | 134   | 527   | 467   | 65    | 146   | 27       | 1        | 21       | 238   | 69    | 6     | 3        | 0     | 7     | 53    | 2     | 0     | 60    | 12       | .313  | .378     | .510     | .888  |
| 1969       | 広島       | 100   | 358   | 310   | 49    | 85    | 12       | 0        | 21       | 160   | 38    | 1     | 0        | 0     | 1     | 46    | 2     | 1     | 48    | 8        | .274  | .369     | .516     | .885  |
| 1970       | 広島       | 77    | 170   | 144   | 9     | 37    | 9        | 0        | 5        | 61    | 27    | 2     | 2        | 1     | 3     | 21    | 2     | 0     | 18    | 3        | .257  | .345     | .424     | .769  |
| 通算：19年 | 通算：19年 | 2235  | 8898  | 7702  | 1218  | 2271  | 448      | 54       | 396      | 4015  | 1286  | 118   | 54       | 8     | 88    | 1061  | 101   | 29    | 820   | 222      | .295  | .378     | .521     | .899  |

- 各年度の太字はリーグ最高
- 毎日（毎日オリオンズ）は、1958年に大毎（毎日大映オリオンズ）に球団名を変更

### 年度別監督成績
| 年度      | 年度      | チーム    | 順位      | 試合 | 勝利 | 敗戦 | 引分 | 勝率 | ゲーム差               | チーム 本塁打          | チーム 打率            | チーム 防御率          | 年齢                   |
| --------- | --------- | --------- | --------- | ---- | ---- | ---- | ---- | ---- | ---------------------- | ---------------------- | ---------------------- | ---------------------- | ---------------------- |
| 1979年    | 昭和54年  | ロッテ    | 4位       | 130  | 55   | 63   | 12   | .466 | 4位・3位               | 150                    | .274                   | 4.30                   | 47歳                   |
| 1980年    | 昭和55年  | ロッテ    | 2位       | 130  | 64   | 51   | 15   | .557 | 1位・3位               | 184                    | .280                   | 4.15                   | 48歳                   |
| 1981年    | 昭和56年  | ロッテ    | 3位       | 130  | 63   | 57   | 10   | .525 | 1位・3位               | 126                    | .277                   | 4.16                   | 49歳                   |
| 1984年    | 昭和59年  | 中日      | 2位       | 130  | 73   | 49   | 8    | .598 | 3                      | 191                    | .282                   | 3.82                   | 52歳                   |
| 1985年    | 昭和60年  | 中日      | 5位       | 130  | 56   | 61   | 13   | .479 | 15                     | 136                    | .265                   | 4.08                   | 53歳                   |
| 1986年    | 昭和61年  | 中日      | 5位       | 62   | 25   | 32   | 5    | .439 | 20                     | 131                    | .242                   | 3.70                   | 54歳                   |
| 通算：6年 | 通算：6年 | 通算：6年 | 通算：6年 | 712  | 336  | 313  | 63   | .518 | Aクラス3回、Bクラス3回 | Aクラス3回、Bクラス3回 | Aクラス3回、Bクラス3回 | Aクラス3回、Bクラス3回 | Aクラス3回、Bクラス3回 |

※1 1973年から1982年までパシフィック・リーグは前後期制のため、ゲーム差欄は上段前期順位・下段後期順位の順に表示
※2 1979年から1996年までは130試合制
※3 1986年は、開幕から7月4日まで

### タイトル
- 首位打者：1回 （1957年）[5]
- 本塁打王：2回 （1959年、1960年）[5]
- 打点王：4回 （1954年、1955年、1960年、1961年）[5]
- 最多出塁数：4回（1954年 - 1957年）

### 表彰
- 最高殊勲選手（MVP）：1回 （1960年）[5]
- ベストナイン：10回[5][63] （外野手部門：1954年 - 1957年、1959年 - 1963年、1968年）※1954年は外野手部門での昭和生まれ初の受賞、10度受賞は外野手部門歴代2位タイ
- 野球殿堂競技者表彰 （2002年）[8][22]
- 日本シリーズ敢闘賞：1回 （1964年）[5]
- 日本シリーズ打撃賞：1回 （1964年）[5]
- オールスターゲームMVP：3回 （1954年 第2戦、1955年 第1戦、1959年 第1戦）
- オールスターゲーム最高殊勲選手：2回 （1954年、1959年）

### 記録
初記録
- 初出場・初先発出場：1952年6月28日、対近鉄パールス10回戦（川崎球場）[6]、5番・中堅手で先発出場[2]
- 初安打：1952年6月29日、対大映スターズ5回戦（川崎球場）、4回裏に林義一から[6]
- 初打点：1952年7月12日、対近鉄パールス11回戦（藤井寺球場）、6回表に関根潤三から[6]適時打
- 初本塁打：1952年8月2日、対阪急ブレーブス17回戦（高崎市城南野球場）、5回裏に宮沢基一郎から[6]左越2ラン

節目の記録
- 100本塁打：1957年6月2日、対南海ホークス11回戦（後楽園球場）、7回裏に木村保から[6]左越ソロ ※史上16人目
- 150本塁打：1959年8月16日、対東映フライヤーズ19回戦（川崎球場）、9回裏に土橋正幸から左越逆転サヨナラ満塁 ※史上12人目
- 1000安打：1960年7月16日、対南海ホークス15回戦（後楽園球場）、4回裏に森中千香良から[6]三塁内野安打 ※史上33人目
- 1000試合出場：1961年4月23日、対東映フライヤーズ5回戦（駒澤野球場）[6]、4番・左翼手で先発出場 ※史上57人目
- 200本塁打：1961年8月8日、対南海ホークス15回戦（大阪球場）、1回表に後藤修から[6]左越2ラン ※史上8人目
- 300二塁打：1963年6月27日、対近鉄バファローズ14回戦（日生球場）、8回表に久保征弘から右中間適時二塁打 ※史上3人目
- 250本塁打：1963年8月19日、対阪急ブレーブス19回戦（阪急西宮球場）、4回表に米田哲也から左越2ラン ※史上2人目
- 1500安打：1963年9月21日、対阪急ブレーブス25回戦（東京スタジアム）、5回裏に梶本隆夫から ※史上12人目
- 1500試合出場：1964年8月9日、対中日ドラゴンズ17回戦（中日スタヂアム）、3番・左翼手で先発出場 ※史上16人目
- 3000塁打：1965年5月16日、対読売ジャイアンツ6回戦（阪神甲子園球場）、4回裏に金田正一から左越ソロ ※史上3人目
- 350二塁打：1965年6月29日、対大洋ホエールズ12回戦（阪神甲子園球場）、6回裏に新治伸治から適時二塁打 ※史上2人目
- 1000打点：1965年7月3日、対読売ジャイアンツ12回戦（後楽園球場）、4回表に益田昭雄から[6]左越3ラン ※史上4人目
- 300本塁打：1965年7月4日、対読売ジャイアンツ13回戦（後楽園球場）、1回表に城之内邦雄から[6]左越先頭打者本塁打 ※史上初[23]
- 1000得点：1966年6月19日、対広島カープ9回戦（阪神甲子園球場）、4回裏に室山皓之助の代打・藤井栄治の右中間2点適時二塁打で記録 ※史上3人目
- 3500塁打：1967年8月20日、対広島カープ19回戦（広島市民球場）、3回表に外木場義郎から[6]2ラン本塁打 ※史上2人目
- 400二塁打：1967年10月4日、対広島カープ27回戦（阪神甲子園球場）、7回裏に城野勝博から ※史上初
- 2000安打：1967年10月14日、対サンケイアトムズ25回戦（東京スタジアム）、8回表に吉江喜一から[6]中前安打 ※史上2人目
- 350本塁打：1968年4月6日、対阪神タイガース1回戦（岡山県野球場）、8回表に権藤正利から左越2ラン ※史上2人目
- 2000試合出場：1968年8月2日、対阪神タイガース17回戦（阪神甲子園球場）[6]、3番・左翼手で先発出場 ※史上初
- 4000塁打：1970年8月4日、対中日ドラゴンズ16回戦（中日スタヂアム）、1回表に若生和也から[6]左越ソロ ※史上初

その他の記録
- オールスターゲーム出場：16回 （1954年 - 1966年、1968年 - 1970年）[6]
- 最高出塁率：4回 （1954年 - 1957年） ※当時連盟表彰なし
- シーズン打率3割以上：9回（1954年 - 1957年、1959年 - 1962年、1968年）※右打者歴代3位
- 1イニング2本塁打：1965年10月3日[63][150]、対広島カープ21回戦（阪神甲子園球場）、4回裏先頭で鵜狩道夫から右中間越ソロ、2死1・2塁で佐々木勝利から左越3ラン ※史上5人目[150]
- 球場別本塁打：39球場（歴代最多）[111]
- 3球団で開幕戦本塁打 ※史上初[151]
- 1試合9打点（1959年7月5日）[63]
- 最多連続試合二塁打：6試合連続（1959年6月18日 - 6月25日）[63]
- リーグ最多二塁打：4回（歴代最多）
- リーグ最多長打：4回（1956,1957,1959,1960年） ※パ・リーグ最多タイ
- 通算外野手補殺：175 ※NPB記録

### 背番号
- 8 （1952年 - 1970年）
- 85 （1971年 - 1974年）
- 72 （1975年 - 1977年）
- 68 （1979年）
- 33 （1980年 - 1981年）
- 65 （1984年 - 1986年）[152]
- 77 （1987年 - 1989年）
- 83 （1991年 - 1993年、1995年）[9][10][11][12]
- 30 （1999年）

## 関連情報

### 出演番組
- 「第13回NHK紅白歌合戦」（NHK総合・ラジオ第1、1962年12月31日） - 審査員。
- 「DRAMATIC BASEBALL」（日本テレビ系列、1978年、1982年 - 1983年） - 解説、日本テレビのプロ野球中継の現行タイトル。